# Marcigny
Marcigny – miejscowość i gmina we Francji, w regionie Burgundia-Franche-Comté, w departamencie Saona i Loara.
Według danych na rok 1990 gminę zamieszkiwało 2261 osób, a gęstość zaludnienia wynosiła 277 osób/km² (wśród 2044 gmin Burgundii Marcigny plasuje się na 89. miejscu pod względem liczby ludności, natomiast pod względem powierzchni na miejscu 1038.).